# Linyphia longiceps
Linyphia longiceps là một loài nhện trong họ Linyphiidae.
Loài này thuộc chi Linyphia. Linyphia longiceps được Eugen von Keyserling miêu tả năm 1891.